# ライオネル・ネイサン・ド・ロスチャイルド
ライオネル・ネイサン・ド・ロスチャイルド（英語: Lionel Nathan de Rothschild, OBE、1882年1月25日 - 1942年1月28日）は、イギリスの銀行家、政治家。

## 経歴
1882年1月25日にレオポルド・ド・ロスチャイルドの長男としてロンドンで生まれる。母はマリー・ペルージャ。弟にエヴェリンとアンソニーがいる。
ハーロー校を経てケンブリッジ大学トリニティ・カレッジを卒業。1908年にマスター・オブ・アーツの学位を取得した。
1903年からN・M・ロスチャイルド&サンズに勤めるようになる。1910年から1923年にかけてアリスバーリー選挙区選出の庶民院議員を務める。所属政党は保守党だった。
1914年の第一次世界大戦時には国防義勇部隊予備役少佐の地位にあった。ライオネル自身は出征を希望していたが、一族から高齢のN・M・ロスチャイルド&サンズ共同経営者たち（父レオポルドと伯父二人）を支えることを期待されたため、イギリス本国に留まることになった。しかし彼の弟二人は最前線で戦ったため（長弟エヴェリンは戦死している）、この時に出征しなかったことはライオネルに生涯の自責の念を与えたという。
1915年に伯父ロスチャイルド卿が死去すると、その次男であるチャールズがN・M・ロスチャイルド&サンズの経営を主導するようになったが、チャールズは病気でまもなく退任したため、ライオネルと次弟アンソニーが会社の主導権を握るようになっていった。
1917年に大英帝国勲章オフィサーを受勲した。
1930年代、ナチ党政権の誕生によりドイツでユダヤ人迫害が強まった。これを憂慮したライオネルは、本家のヴィクターや弟アンソニーとともに「ドイツユダヤ人のための英国中央基金」や「ドイツユダヤ人のための委員会」などの募金機関を立ち上げ、ドイツ・ユダヤ人の亡命と亡命後の生活の支援を行った。とりわけ一世代若いヴィクターがこの救済活動に熱心だった。やや高齢のライオネルとアンソニーの兄弟は、イギリス社会から排除されないためには、まずイギリス人として行動するべきでユダヤ人であることは二の次という考え方が染み付いていたため、運動にかける情熱には温度差もあったものの、兄弟も出来る限り多くのユダヤ人を救おうと奔走したことに疑いはない。
1942年1月28日にケンジントン宮殿で死去した。以降、会社の経営は弟アンソニーが主導するようになる。

## 人物
植物に造詣が深く、サザンプトン郊外にエクスベリー・ガーデンを創設した。その庭園への情熱の注ぎようから「庭園師が本職で銀行業は趣味」とまで評された。
またクルージング、温泉、山歩きも趣味だった。

## 家族
パリ在住のエドモンド・ビーアの娘マリー・ルイーザ・ユージェニー・ベーア（Marie Louise Eugénie Beer）と結婚し、彼女との間に以下の4子を儲ける。
- 第1子（長女）： ローズマリー・レオノラ・ルース（Rosemary Leonora Ruth）（1913年-2013年）
- 第2子（長男）： エドムンド・ド・ロスチャイルド（1916年-2009年）
- 第3子（次女）： ナオミ・ルイーザ・ニナ（Naomi Luisa Nina）（1920年-2007年）
  - ナオミは国際原子力機関議長のベルトラン・ゴールドシュミットと1947年2月に結婚
- 第4子（次男）： レオポルド・デーヴィッド・ド・ロスチャイルド（英語版）（1927年-2012年）